# Трикуспидальный клапан
Трикуспидальный клапан (трёхстворчатый клапан) — клапан между правым предсердием и правым желудочком сердца, представлен тремя соединительнотканными пластинками, которые во время систолы правого желудочка предотвращают регургитацию (обратный ток) крови в правое предсердие.